# Vieilles Canailles (téléfilm)
Pour les articles homonymes, voir Vieille Canaille.
Pour plus de détails, voir Fiche technique et Distribution.
Vieilles Canailles est un téléfilm franco-belge réalisé par Arnaud Sélignac et diffusé en 2010.

## Synopsis
Raoul, Martin et JP sont des amis d'enfance qui ont grandi dans le même orphelinat. Complices, dans leur jeunesse, de fructueuses arnaques avec leur ami Sergio, ils se retrouvent vingt ans après, alors qu'ils sont devenus de respectables seniors, pour monter leur ultime mystification afin de venger la mort de Sergio provoquée par un certain Ségonzac.

## Fiche technique
- Titre original : Vieilles Canailles
- Réalisation : Arnaud Sélignac
- Scénario : Claude Scasso
- Musique : Jean-Michel Bernard
- Son : Yves Servagent, Armel Durassier
- Pays d'origine :  Belgique,  France
- Tournage : 
  - Périodes de prises de vue : du 18 juin au 15 juillet 2009 et du 22 janvier au 12 février 2010
  - Extérieurs : Cannes (Alpes-Maritimes), Martigues, Marseille (Bouches-du-Rhône)
- Producteur : Quentin Raspail
- Sociétés de production : Raspail Productions, TF1, RTBF
- Format : couleur — 16/9 — stéréo
- Genre : comédie
- Durée : 90 minutes
- Dates de diffusion :  22 mai 2010 (La Une),  23 mai 2011 (TF1)

## Distribution
- Claude Brasseur : Raoul
- François Berléand : JP
- Patrick Chesnais : Martin
- Aladin Reibel : Ségonzac
- Delphine Rollin : Alice
- Cyrielle Clair : Dominique
- Nicole Calfan : Rose
- Zakariya Gouram : Moreau
- Jean-Marc Coudert : Molinas
- Yves Collignon : Benoît St Germain
- Luc Palun : Maître Delassus
- Marius Bruna : Ferrer
- Anne Kreis : Sœur Sophie
- Yves Borrini : le serveur
- Marie Le Cam : Gabrielle
- Laurent Maurel : Michel
- Matthieu Albertini : le lieutenant de Police
- Arsène Jiroyan : M. Chambon
- Michel Bellier : le gardien
- Clarisse Tennessy : la femme de l'entrée

## Distinction
- Festival de la fiction TV de La Rochelle 2010 : Meilleure comédie[1]

## Production
Le tournage a débuté en juin 2009 avec une distribution composée des trois héros : Claude Brasseur, Pierre Mondy et Daniel Russo. En raison d'un problème de santé de Pierre Mondy, les prises de vues ont été interrompues en juillet. Le tournage a repris en février 2010, François Berléand et Patrick Chesnais reprenant les rôles initialement attribués à Pierre Mondy et à Daniel Russo (retenu par ses engagements au théâtre).